# Олонецкий поход 1918-1919
Олонецкий поход — интервенция Финляндии в апреле 1918 года на территорию Советской России (восток Олонецкой губернии), в результате которой на занятых территориях создано марионеточное Олонецкое правительство.

## Предпосылки
После революции в 1917 году Финляндия вышла из состава Российской империи (РСФСР) и стала независимым государством. В финском общественном сознании стояла идея Великой Финляндии. Теории, по которой все исконные финские земли должны войти в состав новой независимой Финляндии, и тогда появится новое полноценное государство Великая Финляндия. Некоторые земли находились на территории РСФСР, как и Олонецкая губерния. В период кризиса в виде гражданской войны в России захват земель казался обречённым на успех. Но правительство Финляндии не хотело идти на открытую конфронтацию с Россией. Из-за этого олонецкий поход, и похожие операции, были осуществлены добровольцами, многие из них были ещё совсем юными. Белофинские войска, оттесняющие коммунистические финские войска, в марте 1918 года пересекли границу с РСФСР и начали интервенцию в Россию. Это также было скрыто под предлогом гражданской войны в Финляндии.

## Ход операции
Официально походом командовал егерский подполковник Эро Гадолин, но фактически руководство осуществлял егерский майор Гуннар фон Герцен. 21 апреля 1919 года финская добровольческая армия пересекла границу с РСФСР. Первыми бой приняли российские пограничники, которые потерпели поражение. Через два дня войска взяли Олонец. Продвижение продолжилось и 29 апреля был взят посёлок Пряжа. Первый этап наступления закончился 3 мая когда были заняты Коткозеро и Матросы. 15 мая был создан Олонецкий комитет для управления занятыми территориями. Планировалось сформировать Директорию, в которую должны были войти четыре представителя от олонецких волостей, три — от петрозаводских и два — от повенецких. Некоторые жители этих земель переходили на сторону финских добровольцев. Численность финской армии насчитывала около 6 тысяч бойцов. Финские войска не смогли перерезать пути сообщения, и большевики направили в Карелию силы для возвращения потерянных территорий. Бойцам активно помогали изгнанные из Финляндии «красные финны». 4 мая войска большевиков вели бои за город Олонец. 13 мая 1919 года город был полностью освобождён. Финны решили направить все силы на захват Петрозаводска. 3 июня была захвачена деревня Половина, на следующий день — деревня Виданы. Наступление на город Петрозаводск началось 20 июня, но финские войска не смогли пробить оборону и наступление закончилось через несколько дней. Красной Армией была проведена Видлицкая десантная операция для разгрома тыла противника. К этому моменту вся Олонецкая армия сократилась до размеров одного полка майора Талвела. 30 июня он начал отступление от Петрозаводска. Олонецкий поход завершился 18 сентября 1919 года поражением финских добровольцев.
Суммарные потери интервентов составили 569 человек. Число погибшего мирного населения неизвестно.